# Pseudotriakis microdon

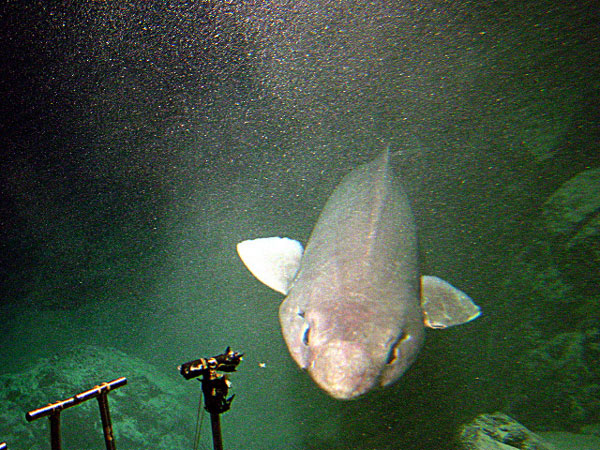
Un Pseudotriakis microdon a 1200 metros de profundidad en el "Nihoa Canyon", Hawái

El musolón de aleta larga, Pseudotriakis microdon, es un tiburón de la familia Pseudotriakidae del orden Carcharhiniformes. 

## Características
Su color es marrón oscuro. Su aleta caudal tiene su lóbulo inferior menos prominente que en otros tiburones similares. Alcanza una longitud de 3 m..

## Hábitat
Habita en fondos del talud, normalmente por debajo de los 1000 m. de profundidad.

## Distribución
Frecuente en Canarias.